# Nicola Drocco
Nicola Drocco (* 6. Februar 1979 in Turin) ist ein italienischer Skeletonfahrer.
Nicola Drocco lebt in Alba. Er ist einer der wenigen italienischen Wintersportler, die nicht aus Südtirol stammen. Er wird von Dany Locati trainiert. Er betreibt Skeleton seit 2003, seit 2004 gehört er dem Nationalkader an. Sein internationales Debüt gab Drocco im November 2004 bei einem Rennen im Skeleton-Europacup in Igls, in dem er Achter wurde. Die Universiade 2005 beendete er als 14. Im selben Jahr wurde er hinter Alberto Polacchi und Maurizio Oioli Dritter bei den Italienischen Meisterschaften. Dasselbe Resultat gab es auch im folgenden Jahr. 2007 konnte er sich vor Oioli schieben. Bis zu seinem ersten Einsatz im Skeleton-Weltcup erreichte der Italiener mehrere Top-Ten-Platzierungen im Europacup. Sein Weltcup-Debüt feierte Drocco im Februar 2007 bei einem Rennen in Winterberg, wo er 30. wurde und sofort auch erstmals in die Punkteränge fuhr. In der Saison 2007/08 startete er zunächst im neu geschaffenen Skeleton-Intercontinental-Cup, bevor er im Januar 2008 erneut im Weltcup eingesetzt wurde und in Cesana Pariol 23. wurde und seine beste Platzierung im Weltcup bis dato erreichte.
2008 wurde Drocco erstmals italienischer Meister, nachdem er schon 2007 Vizemeister und 2005 sowie 2006 Dritter war. 2009 fuhr er erneut auf Platz drei und 2010 erreichte er wieder den zweiten Platz.